# San Giuliano Martire
San Giuliano Martire ist die römisch-katholische Pfarrkirche der gleichnamigen Pfarrei im römischen Stadtteil Z.LIII. Tomba di Nerone im Norden Roms (Via Cassia 1036), die 2012 zur Titelkirche (Römische Titeldiakonie) wurde.
Namensgeber der 1995 eingeweihten Kirche ist der römische Märtyrer Julianus.
Die Kirche wurde beim Konsistorium am 18. Februar 2012 dem zum Kardinal ernannten Karl Josef Becker als Titelkirche zugewiesen. Am 22. April 2012 erfolgte dessen feierliche Besitzergreifung; seit 2016 ist die Kirche an Kevin Farrell vergeben.